# (37162) 2000 WV9
2000 دابليو في 9 (ويعرف أيضًا باسم (37162) 2000 دابليو في 9 وفق تسمية الكوكب الصغير) (بالإنجليزية: 2000 WV9)‏ هو كويكب ضمن حزام الكويكبات؛ وترتيبه 37162 من حيث الاكتشاف.
اكتُشف هذا الجُرم الفلكي بواسطة غاري هغ في 22 نوفمبر 2000.

## وصلات خارجية
- (37162) 2000 WV9 في قاعدة بيانات مختبر الدفع النفاث لأجرام النظام الشمسي الصغيرة

- الاكتشاف · مخطط المدار ·  العناصر المدارية · المعلمات المادية

- (37162) 2000 WV9 على موقع ويكي سكاي: DSS2, SDSS, GALEX, IRAS, Hydrogen α, X-Ray, Astrophoto, Sky Map, Articles and images